# کولیی
کولیی (به انگلیسی: Kolai) یک منطقهٔ مسکونی در پاکستان است که در خیبر پختونخوا واقع شده‌است.